# Pasewalk

Pasewalk est une ville allemande située dans l'arrondissement de Poméranie-Occidentale-Greifswald du Land de Mecklembourg-Poméranie-Occidentale.

## Géographie
Pasewalk se situe sur la rive orientale de l'Uecker, entre la lande d'Ueckermünder Heide (en) au nord et l'Uckermark dans le sud.

## Jumelages
Pasewalk est jumelée avec :
- Halen (Belgique)
- Norden (Allemagne)
- Police (Pologne)